# 28 Soldiers – Die Panzerschlacht
28 Soldiers – Die Panzerschlacht ist ein russischer Kriegsfilm aus dem Jahre 2016 um die Legende um Generalmajor Iwan Wassiljewitsch Panfilow und das Schicksal seiner 28 Helden in der Schlacht um Moskau.

## Inhalt
Am Vorabend des 16. November 1941 bereiten sich Soldaten der Roten Armee unter der Leitung von Leutnant Wergjumow auf einen bevorstehenden Angriff vor, indem sie Panzerabwehrtechniken und den Einsatz von Molotowcocktails trainieren. Bataillonskommandeur Reschetnikow befiehlt, die Straße nach Moskau um jeden Preis zu verteidigen. Während die Soldaten in improvisierten Stellungen auf den Angriff warten, errichten sie falsche Verteidigungsanlagen zur Täuschung des Feindes.
Am Morgen greifen deutsche Panzer und Infanterie an, doch die sowjetischen Soldaten halten stand und zerstören mehrere Panzer. Ohne Artillerieunterstützung und trotz großer Verluste gelingt es den 28 verbliebenen Soldaten der vierten Kompanie unter Generalmajor Panfilow, die Offensive zu stoppen und die Deutschen zum Rückzug zu zwingen. Am Ende überleben nur sechs sowjetische Soldaten. Das Heldentum der Panfilowzy wird durch ein Denkmal bei Dubossekowo symbolisiert.

## Produktion
Das Drehbuch für den Film wurde 2009 geschrieben. Der Film wurde als „filmisches Denkmal“ konzipiert, um damit das nationale Bewusstsein zu stärken.
Der Mangel an Sponsoren und staatlicher Unterstützung zwang die Macher, auf Crowdfunding über die Plattform Boomstarter zurückzugreifen, auf der schließlich 3.191.595 Rubel gesammelt werden konnten – ein Rekord für die Plattform.
Die Dreharbeiten begannen am 4. Oktober 2013 in den Studios von Lenfilm. Der Großteil wurde im Winter 2014/15 bei Sankt Petersburg und in Iwanowo aufgenommen. Mitwirkende waren sowohl professionelle Schauspieler als auch Freiwillige. Der Film wurde fast vollständig ohne die Verwendung von 3-D-Computergrafik hergestellt. Für die Darstellung von Kämpfen nutzte das Team Modelle von Panzern im Maßstab 1:16 und kombinierte diese mit echten Effekten wie Explosionen und Schneeaufnahmen. Der Komponist Michail Kostylew, bekannt für seine Soundtracks zu Videospielen, strebte in der Filmmusik einen epischen, dramatischen Klang an, der den Stolz auf die historische Leistung betont. Der Moskauer Synodalchor und die Musiker des Akademischen Sinfonieorchesters der Sankt Petersburger Philharmonie nahmen den Soundtrack auf.

Ein erster Teaser wurde am 25. November 2013 veröffentlicht, ein weiterer am 9. Mai 2014, pünktlich zum Tag des Sieges. Ab Mai 2014 unterstützte Gaijin Entertainment, Entwickler des Spiels War Thunder, die Finanzierung. Im Dezember 2014 erhielt das Projekt einen Zuschuss des russischen Kulturministeriums in Höhe von 30 Millionen Rubel. Kulturminister Wladimir Medinski betonte die gesellschaftliche Bedeutung des Films und lobte die breite Unterstützung:
„500.000 Menschen haben online für dieses Projekt gestimmt. Solche Filme zeigen, dass unsere Gesellschaft gesund ist.“
Der Film sollte ursprünglich eine staatliche Unterstützung aus Kasachstan in Höhe von 1 Mio. US-Dollar erhalten. Doch im Januar 2015 beanstandete das kasachische Kulturministerium das Drehbuch, unter anderem mit der Forderung, Dialoge auf Kasachisch einzufügen. Schließlich wurden dennoch 80 Mio. Tenge (ca. 287.000 US-Dollar) bereitgestellt, und kleinere Änderungen am Drehbuch vorgenommen. Zu Beginn des Films wurde ein Zitat des kasachischen Helden Baurdschan Momyschuly hinzugefügt, und im Abspann ein Denkmal für die Panfilow-Kämpfer in Almaty gezeigt.
In den 20-minütigen Abspann wurden als Symbol für die Gemeinschaft hinter dem Film alle 35.086 Unterstützer des Crowdfunding-Projekts aufgenommen.

## Veröffentlichung
Die Premiere fand am 16. November 2016, dem 75. Jahrestag der Schlacht bei Dubosekowo, in Wolokolamsk statt. Eine weitere Premiere folgte am 18. November in Almaty, wo die 316. Schützendivision unter General Panfilow gebildet worden war. Am 24. November 2016 startete der Film im breiten Kinoprogramm und erzielte in der GUS einen Umsatz von 385 Mio. Rubel. Zum Tag des Sieges wurde er am 9. Mai 2017 im russischen Fernsehen gezeigt und am 9. Mai 2020 auf dem YouTube-Kanal des Filmstudios kostenlos veröffentlicht.
Am 26. Dezember 2016 wurde der Film in Online-Shops verfügbar, und ab 27. Januar 2017 erschien er auf DVD und Blu-ray, inklusive Bonusmaterial. Es gibt auch eine Version für Sehbehinderte mit Audiodeskription.
Die Rechte am Film wurden während des Europäischen Filmmarkts (EFM) der Berlinale in Länder wie Frankreich, Großbritannien, Japan und Südkorea verkauft. Auch Verhandlungen mit Deutschland, der Tschechischen Republik, der Slowakei sowie weiteren Ländern wie Schweden und Norwegen wurden abgeschlossen. Der internationale Vertrieb erfolgte durch Russian World Vision.

## Rezeption

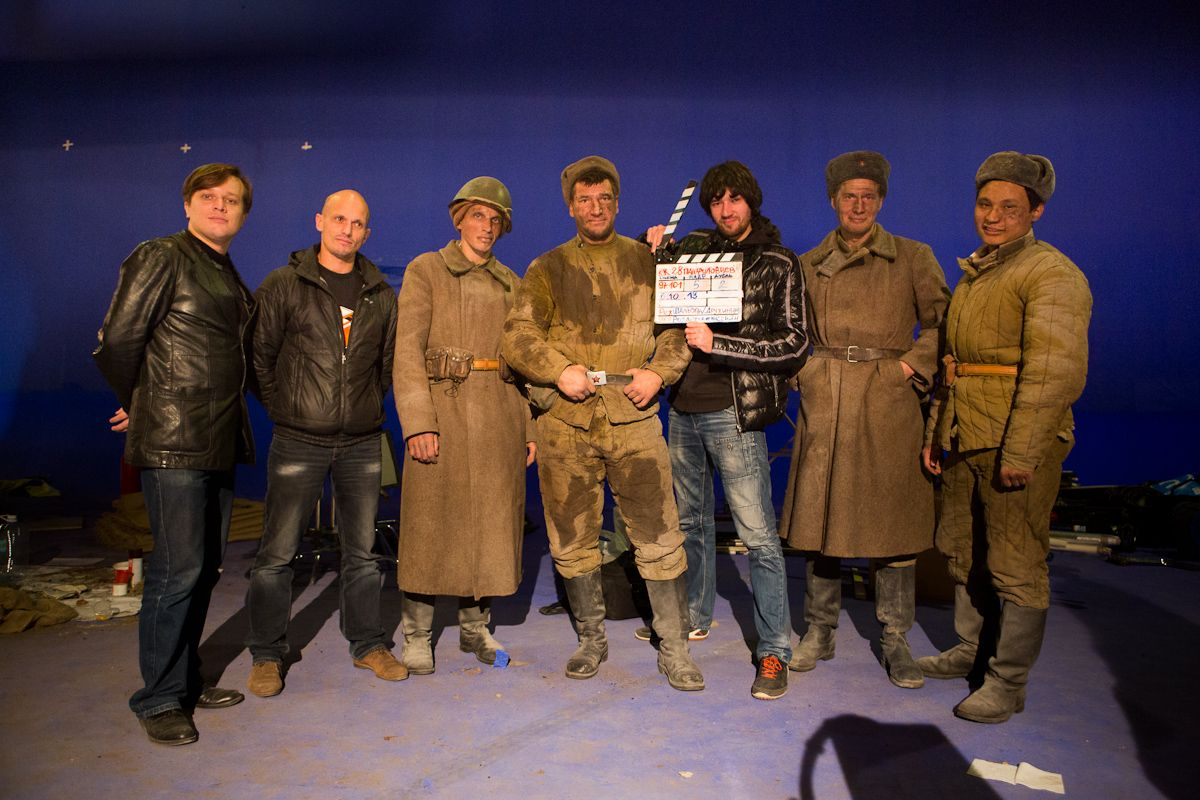
Gruppenbild im Studio

Der Film wurde vom Publikum positiv aufgenommen. Auf der russischsprachigen Plattform Kinopoisk erhielt er eine Bewertung von 7,6/10, und 9 von 10 Kritikerrezensionen waren positiv. Aggregatoren wie Megacritic und Kritikanstvo gaben dem Film durchschnittliche Bewertungen von 71 von 100 Punkten. Laut einer Umfrage von VTsIOM wurde der Film von den Russen als bester Film des Jahres 2016 angesehen.
Der Film erhielt polarisiertes Feedback von Filmkritikern. Während einige ihn als einen der besten postsowjetischen Kriegsfilme lobten, gab es auch viele negative Bewertungen. Kritiker der Rossijskaja Gaseta betonten die dichte Atmosphäre und die meisterhafte Kameraführung, die es dem Zuschauer ermöglicht, die Schlacht fast physisch zu spüren. Andere, wie Denis Rusajew und Larisa Jagunowa, lobten die realistische Darstellung des Kampfes und den bewussten Verzicht auf romantische oder melodramatische Elemente, um das Heldentum der Soldaten als kollektiven Akt darzustellen.
Kritiker wie Larisa Maljukowa kritisierten jedoch die mangelnde Charaktertiefe und dramaturgische Entwicklung. Die Figuren seien auf heldenhafte Kämpfer reduziert und zeigten keine persönlichen Konflikte oder Ängste, was die emotionale Verbindung erschwere. Anton Dolin warf dem Film vor, auf Klischees zu beruhen und keine neuen Perspektiven oder Emotionen zu bieten, während Leonid Pawljutschik Parallelen zur Computerspiel-Ästhetik zog.
Trotz der Kritik wurde der Film mehrfach ausgezeichnet, darunter beim BRICS-Filmfestival in China, dem Festival Goldener Phönix und dem Internationalen Militärfilmfestival Goldenes Schwert.

## Kritik der Geschichtsfälschung

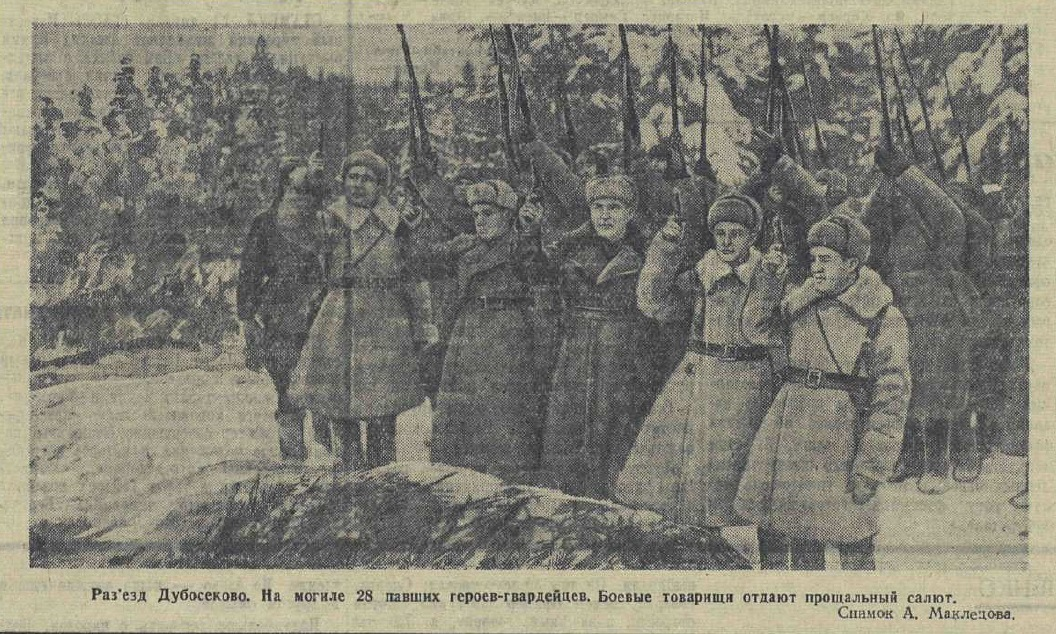
Abschiedsgruß für die 28 Gefallenen in Dubossekowa (Krasnaja Swesda vom 22. Januar 1942)

Bereits während der Crowdfunding-Kampagne sorgte das Filmprojekt für kontroverse Diskussionen in der russischen Blogosphäre und den Medien. Einige warfen dem Film vor, die Geschichte zu verfälschen. Der Direktor des russischen Staatsarchivs, Sergej Mironenko, hatte ein Jahr vor Veröffentlichung des Films auf einen Bericht von 1948 hingewiesen, der die Geschichte der 28 Panfilow-Soldaten als Propaganda und Fiktion bezeichnete. Der Bericht stellte fest, dass mehr als 100 Soldaten der 4. Kompanie heldenhaft starben, nicht nur 28, wie damals berichtet wurde.
Der russische Kulturminister Wladimir Medinski kritisierte Mironenko scharf und erklärte, die Legende der Panfilow-Soldaten sei „heilig“ und dürfe nicht angezweifelt werden. Seine Bemerkung, dass diejenigen, die dies tun, „abscheuliche Menschen“ seien, sorgte für Aufsehen und steigerte das öffentliche Interesse am Film.
Kritiker werfen dem Film vor, einen Mythos der sowjetischen Propaganda zu verherrlichen, der die Leistungen anderer Helden in den Schatten stellt. Befürworter hingegen betrachten die Geschichte als moralische Stütze und Symbol des Mutes.
Regisseur Andrei Schaljopa betonte, dass der Film die nationale Kultur widerspiegele und nicht die historische, sondern eine „nationale Wahrheit“ darstelle. Trotz der Kontroversen erhielt Schaljopa den Preis „Für die Treue zur historischen Wahrheit“ des Russischen Militärhistorischen Vereins.
Kritik entzündete sich auch an der Darstellung des Sergeanten Dobrobabin, der nach dem Kampf überlebte, in deutsche Gefangenschaft geriet und Kollaborateur der Nazis wurde. Der Drehbuchautor deutete im Film den späteren Verrat an, betonte jedoch, dass Dobrobabin während der Schlacht ein Held war.